# ミールザー・ハキーム
ミールザー・ハキーム（Mirza Hakim, 1553年4月29日 - 1585年7月30日）は、北インド、ムガル帝国の第2代皇帝フマーユーンの次男。

## 生涯
1553年4月29日、ムガル帝国皇帝フマーユーンの皇子として生まれた。
1556年、父フマーユーンは事故がもとで死に、兄であるアクバルが帝位を継ぎ、彼はアフガニスタンのカーブルの統治者となった。だが、ミールザー・ハキームは兄アクバルに反抗的で、カーブルに独自の政権を持ち、帝位をうかがっていた。
16世紀初頭以降、アフガニスタン近隣の 中央アジアには、 ウズベク人の シャイバーニー朝ブハラ・ハン国が成立しており、イランのサファヴィー朝と対立していた。
1577年にその君主アブドゥッラー2世はサファヴィー朝に対抗するため、アクバルに共同遠征を持ちかけたが、これは断られてしまった。 そのため、1579年から1581年の間、アブドゥッラー2世はミールザー・ハキームに同盟を持ちかけ、ときには帝都デリーへの攻撃を促すなど、ミールザー・ハキームはアクバルの帝権を脅かすようになった。
1585年7月30日、ミールザー・ハキームが死亡した。その後、アクバルはカーブルを直轄化したのち、首都をラホールに遷し、1586年にアブドゥッラー2世と領土に関して協定を結んだ。